# 道の駅夕張メロード
道の駅夕張メロード（みちのえき ゆうばりメロード）は、北海道夕張市にある国道274号の道の駅である。

## 概要
北海道で通算111番目となる道の駅として2011年（平成23年）6月18日にオープンした。
夕張市紅葉山地区の商店街振興や観光拠点とするため、2009年（平成21年）10月ごろから整備が検討された。JA夕張市直営のスーパーマーケット『メロード』を道の駅としても利用できるようにしたものであり、道の駅ではあるが「エーコープ」の看板を出しており、見た目は通常のスーパーと変わらない。施設管理は、JA夕張市・夕張市農業協同組合（道の駅夕張メロード運営協議会）が行っており、施設の開館時間はスーパーマーケットの営業時間に準ずる。
建物内に飲食店はなく、夏季のみ屋外でハンバーガー店などが営業するのみである。また土産品などもスーパーの一角で売られている程度であり、冬季は閑散としている。夕張市の厳しい財政の中で、どこまで魅力的な整備ができるかが課題となっている。

### トイレ問題
営業時間外使用可能なトイレは、JR新夕張駅入口階段の左隣に所在していた。夕張市の財政破綻により廃止された「紅葉山公衆便所」施設を、24時間利用可能な道の駅施設として転用することになった経緯から、道の駅本館より若干離れた場所に所在することに至ったものである。しかし、2018年（平成30年）9月に発生した北海道胆振東部地震により、地下の浄化槽が破損し利用できなくなり、2019年（平成31年）3月に撤去された。そのため夕張市はJR北海道の協力を経て、新夕張駅のトイレを暫定的に24時間利用できることとした。24時間利用可能なトイレがない状態では道の駅の登録要件を満たさないが、財政再生団体である市はトイレ改修費用を負担できず、2021年（令和3年）時点でも同様の措置が取られている。

## 歴史
- 月日不明：Aコープメロード店が開店。
- 2009年（平成21年）：紅葉山地区に道の駅整備が検討される[3]。
- 2011年（平成23年）
  - 3月29日：道の駅登録証伝達式が行われる[1]。
  - 6月18日：道の駅開駅[2]。
- 2018年（平成30年）9月6日：北海道胆振東部地震により、屋外トイレが損傷し使用できなくなる[6]。

## 道路
直接連絡
- 国道274号

間接連絡
- 国道452号

## 主な施設
- 駐車場
  - 普通車：34台
  - 身障者用：1台
- トイレ
  - 男：大 3器（1器）、小 5器（3器）
  - 女：6器（2器）
  - 身障者用：2器（1器）

※（）内は24時間使用可能であった便器
  - 営業時間外使用可能なトイレは、2021年（令和3年）現在存在しない[10]。
- 公衆電話：1台
- テイクアウトコーナー
- 地場産物直売所
  - Aコープメロード店[4]
  - JA夕張市　ATMコーナー[5]

## 休館日
- 年始
- その他、年に5回ほど休館日有り（1月31日、4月30日、7月31日、8月17日、10月31日）

## アクセス
- 自動車
  - 岩見沢市より約52km
    - 道東自動車道夕張ICより、国道274号を清水町方面に向かって約1.5kmの新夕張駅前に位置する。
- 公共交通機関
  - JR北海道石勝線、新夕張駅前から徒歩3分[11]
  - 夕張鉄道（夕鉄バス）、「新夕張駅前」停留所（夕張市紅葉山武道館前に所在）から徒歩1分[11]

## 周辺
- 道東自動車道夕張IC
- 新夕張駅
- 紅葉山郵便局
  - 「元来諸施設が集約されている地区に、道の駅を整備した」ことから、「道の駅夕張メロード」は国土交通省の「小さな拠点」事例の一例として取り上げられている[7]。